# Карі Арківуо
Карі Арківуо (фін. Kari Arkivuo, нар. 23 червня 1983, Лахті) — фінський футболіст, півзахисник клубу «Геккен».
Виступав, зокрема, за клуби «Лахті» та «Гоу Ехед Іглз», а також національну збірну Фінляндії.

## Клубна кар'єра
У дорослому футболі дебютував 2001 року виступами за команду клубу «Лахті», в якій провів чотири сезони, взявши участь у 101 матчі чемпіонату. Більшість часу, проведеного у складі «Лахті», був основним гравцем команди.
Протягом 2006—2008 років захищав кольори команди норвезького «Саннефіорда».
Своєю грою за останню команду привернув увагу представників тренерського штабу нідерландського «Гоу Ехед Іглз», до складу якого приєднався 2008 року. Відіграв за команду з Девентера наступні два сезони своєї ігрової кар'єри. Граючи у складі «Гоу Ехед Іглз» також здебільшого виходив на поле в основному складі команди.
До складу клубу «Геккен» приєднався 2010 року. Відтоді встиг відіграти за команду з Гетеборга 139 матчів в національному чемпіонаті.

## Виступи за збірні
За молодіжну збірну Фінляндії зіграв у 15 офіційних матчах.
У 2005 році дебютував в офіційних матчах у складі національної збірної Фінляндії. Наразі провів у формі головної команди країни 48 матчів, забивши 1 гол.

## Досягнення
- Володар Кубка Швеції (2):

Геккен: 2015-16, 2018-19